# Ано Левки (дем Кавала)
Ано Левки или Горен Чинар (на гръцки: Άνω Λεύκη) е село в Гърция, в дем Кавала, област Източна Македония и Тракия.

## География
Селото е разположено на 110 m надморска височина, в Урвил (Ори Леканис), на 10 km северно от Неа Карвали (Чапрънди чифлик).

## История

### В Османската империя
В началото на XX век Чинар е турско селище в Кавалската кааза на Османската империя. Съгласно статистиката на Васил Кънчов („Македония. Етнография и статистика“) към 1900 година Чинаръ е изцяло турско селище с 80 жители.

### В Гърция
След Междусъюзническата война в 1913 година селото попада в Гърция. По време на Гражданската война селото Левки (Чинар) е напуснато и жителите се заселват на два километра югоизточно в Ано Левки (Горен Чинар) и Левки (Долен Чинар или Чинар).
Жителите са предимно каракачани, които се занимават с отглеждане на маслини, скотовъдство и частично произвеждат пшеница.
| Година    | 1913 | 1920 | 1928 | 1940 | 1951 | 1961 | 1971 | 1981 | 1991 | 2001 | 2011 | 2021 |
| --------- | ---- | ---- | ---- | ---- | ---- | ---- | ---- | ---- | ---- | ---- | ---- | ---- |
| Население |      |      |      |      |      | 193  | 108  | 19   | 8    | 10   | 17   | 0    |